# 西貢交易廣場
西貢交易廣場  （越南文、英文: Saigon Trade Center），為越南胡志明市摩天大樓之一，共有34層，為全市第四高的大廈（第一高是地標塔81(胡志明市)地標塔81」，有81層）。大廈於1994年開始建設，並於1997年7月開放，1997 - 2010年为越南的第一高楼。在大廈最高的一層，有一家叫"全景圖"的咖啡店裡，遊客可以在他們的位子看到的城市景觀和天際線。